# Urt (kaas)
De Urt is een Franse kaas die gemaakt wordt in de oude provincie Béarn, in de Pyrénées-Atlantiques.
De Urt is goed te vergelijken met de trappistenkazen. De kaas wordt in een kaasfabriek aan de voet van de Pyreneeën gemaakt, de kaas is te vergelijken met een industriële Saint-Paulin.
De kaas wordt gemaakt van volle koemelk. Na het kaasmaakproces (de kaas wordt onder druk gezet om water af te voeren) volgt een rijping in vochtige ruimtes van ongeveer twee maanden. De kaas heeft een gladde korst. De kaasmassa is glad en zacht. De smaak van de kaas is zacht.